# Leon Głowacki
Leon Albert Głowacki herbu Prus (ur. 22 kwietnia 1834 w majątku Żabcze pod Hrubieszowem, zm. 24 marca 1907 w Warszawie) – polski działacz niepodległościowy oraz nauczyciel filologii.

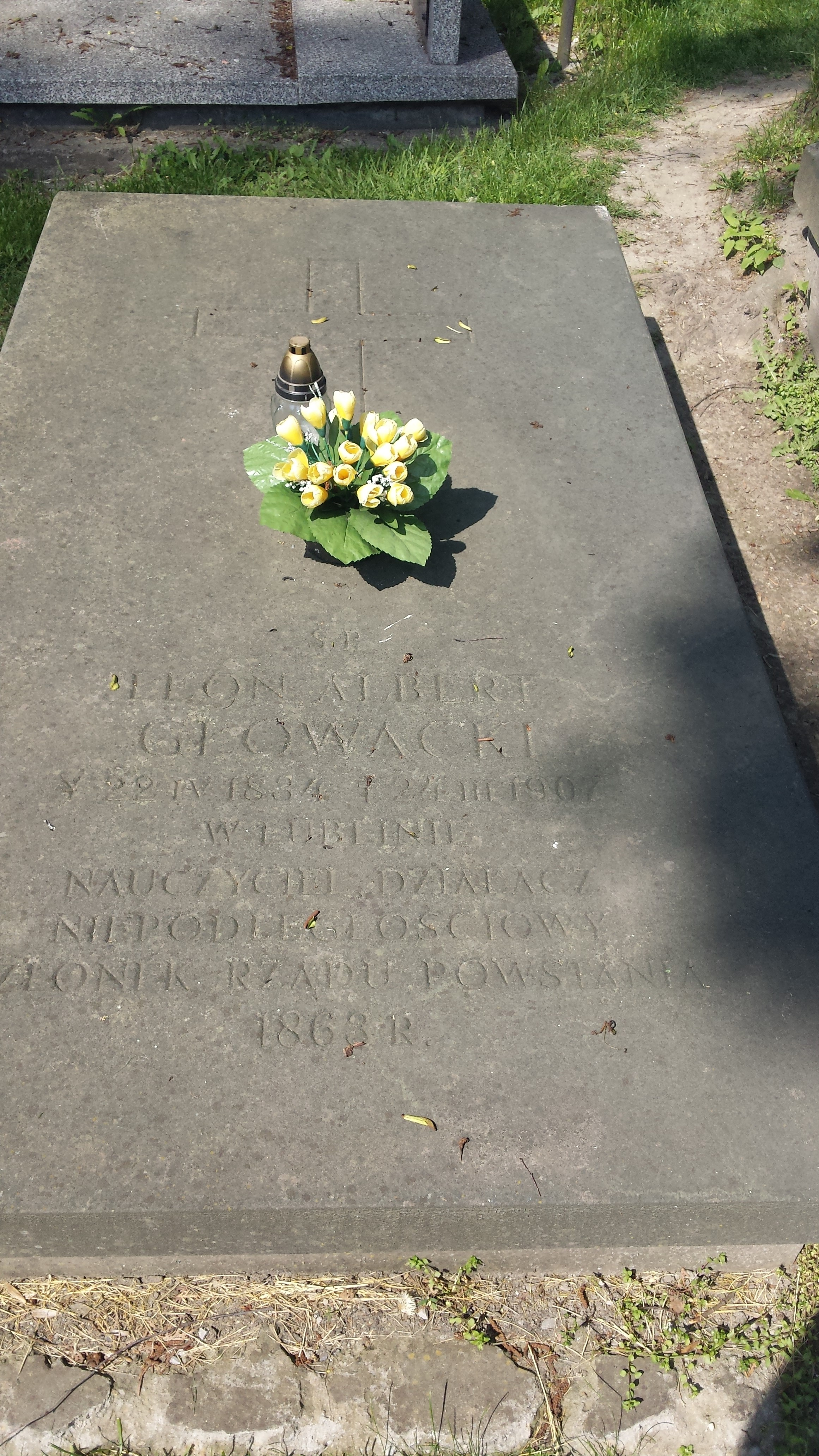
Grób Leona Głowackiego na cmentarzu przy Lipowej w Lublinie

Był starszym bratem Aleksandra Głowackiego. Studiował filologię na uniwersytecie w Kijowie. Tam w 1857 zawiązał Związek Trojnicki, konspiracyjną organizację studentów. W 1861 przyjechał do Warszawy i wszedł do utworzonego przez Apolla Korzeniowskiego Komitetu Miejskiego.
Po wybuchu powstania styczniowego, wysłany z misją Rządu Narodowego na Litwę. 